# 米格尔·安赫尔·洛蒂纳
米格尔·安赫尔·洛蒂纳（西班牙語：Miguel Angel Lotina，西班牙語發音：[miɣeˈlaŋxel loˈtina]；1957年6月18日—）是西班牙的一名足球教练，目前执教大阪樱花足球俱樂部。

## 榮譽
西班牙人
- Copa del Rey: 2005–06

拉科鲁尼亚竞技
- UEFA Intertoto Cup: 2008